# Булахов, Михаил Гапеевич
Михаи́л Гапе́евич Була́хов (бел. Міхаіл Гапеевіч Булахаў; 22 июля 1919, Маслаки, Гомельская губерния — 5 мая 2012) — советский и белорусский лингвист, педагог, доктор филологических наук (1966), профессор (1967). Заслуженный деятель науки Белорусской ССР (1972). Лауреат премии Совета Министров СССР.

## Биография
Родился 22 июля 1919 в деревне Маслаки (ныне — агрогородок в Горецком районе Могилёвской области).
В 1940 году окончил Могилевский педагогический институт.
Участник Великой Отечественной войны.
В 1948—1950 — преподаватель Минского педагогического института, заведующий сектором современного белорусского языка Института языкознания им. Я. Коласа АН БССР, заведующий кафедрой русского языка Белорусского государственного университета (1965—1975).
С 1975 года — заведующий кафедрой общего языкознания Минского педагогического института. Позже — профессор кафедры теории и истории языка БГПУ им. М. Танка.

## Научная деятельность
Основные работы посвящены русскому, белорусскому и славянскому языкознанию.
Автор трехтомного биобиблиографического словаря «Восточнославянские языковеды» (1976), который содержит статьи о жизни и научной деятельности 354 восточнославянских языковедов начиная с XVI века, а также фундаментального словаря «„Слово о полку Игореве“ в литературе, искусстве, науке» — первый опыт энциклопедического обобщения итогов исследований «Слова» и художественного освоения памятника в литературе и искусстве России и др. стран. Словарь содержит статьи общего характера (об авторе, жанре, композиции, ритмике, языке Слова и др.), статьи о персонажах памятника (Всеволод Святославич, Гзак Бурнович, Игорь Святославич, Изяслав Ярославич, Святослав Всеволодович и др.), но прежде всего статьи-персоналии о переводчиках, исследователях, издателях памятника, художниках-иллюстраторах, оперных певцах, исполнявших партии в опере «Князь Игорь», и др. Всего в словаре более 400 статей, позволяющих представить историю изучения памятника в нашей стране, за рубежом, художественное освоение Слова в восточнославянских литературах.
Соавтор пятитомной «Энциклопедии „Слова о полку Игореве“» (Санкт-Петербург, 1995), руководитель авторского коллектива по созданию «Граматыкі беларускай мовы» (т. 1, Минск, 1962; т. 2, Минск, 1966), ряда учебников и пособий.

## Избранные труды
- Развіццё беларускай літаратурнай мовы ў XIX—ХХ ст. ва ўзаемаадносінах з іншымі славянскімі мовамі. Мінск, 1958;
- Белорусский язык // Языки народов СССР, т. 1. М., (в соавт. 1966);
- Гісторыя прыметнікаў беларускай мовы XIV—XVII стагоддзяў. Мінск, 1971;
- Гісторыя прыметнікаў беларускай мовы. Мінск, 1973;
- Восточнославянские языки. Москва, 1987 (в соавт.);
- «Слово о полку Игореве» в литературе, искусстве, науке: Краткий энциклоп. слов. Минск, 1989.

## Награды
- орден Франциска Скорины (1997) — За большой вклад в подготовку высококвалифицированных кадров, значительные успехи в развитии науки, активную культурно-просветительскую деятельность.
- Лауреат премии Совета Министров СССР